# Otte von Sliwin
Otte von Sliwin (1418/1423 urkundlich genannt) war ein sächsischer Amtshauptmann und Rittergutsbesitzer.

## Leben
Er stammte aus einem Adelsgeschlecht, wurde Besitzer der Rittergüter Klitzschen und Zschepplin.
Im Jahre 1418 wird er als Vogt zu Eilenburg genannt und 1423 als Vogt des Amtes Torgau bezeichnet, was der Funktion eines späteren Amtshauptmanns gleichzusetzen ist.